# Michele Cennamo
Michele Sebastiano Cennamo (Mariglianella, 31 agosto 1935 – Napoli, 12 giugno 2016) è stato un architetto e urbanista italiano.

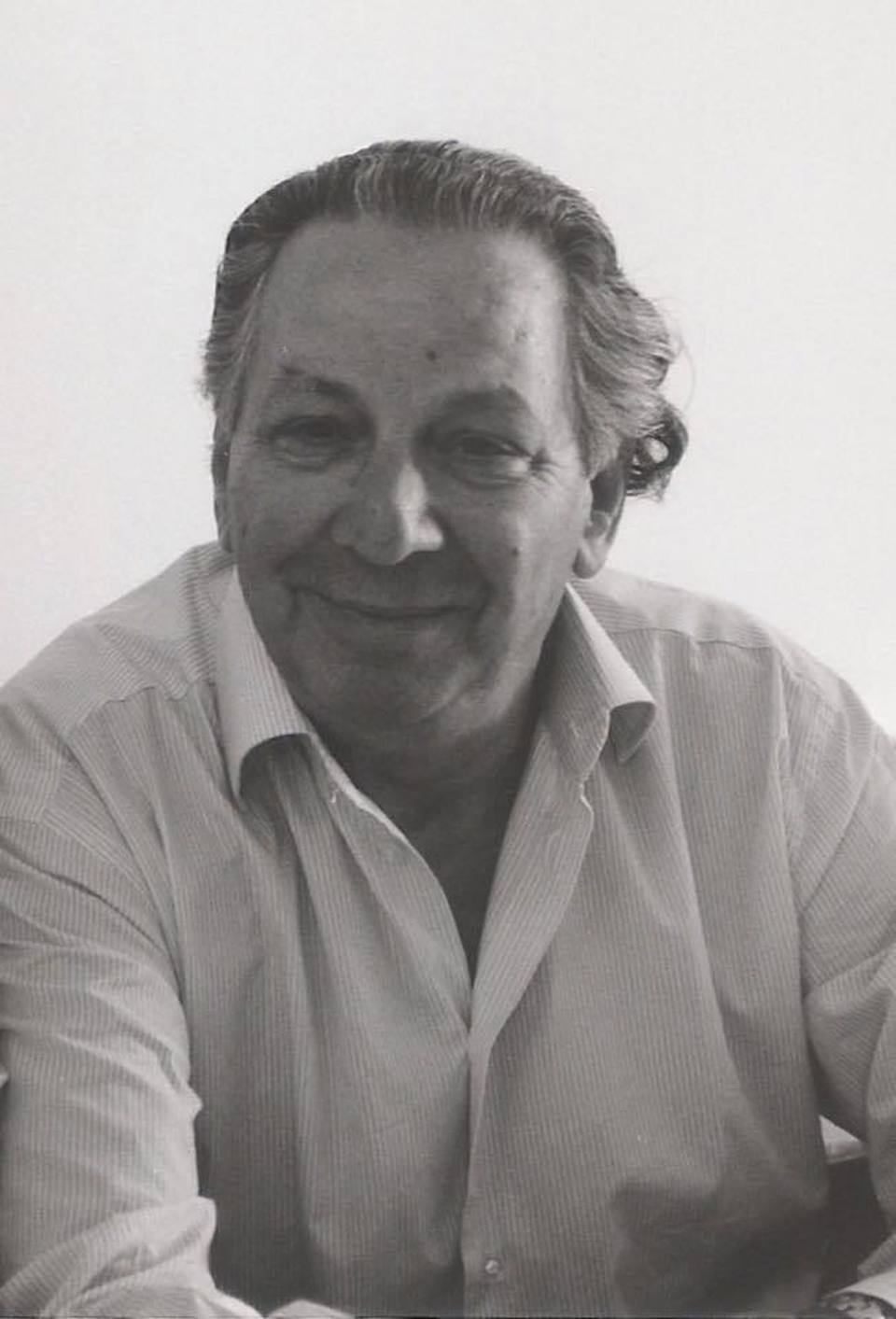
Michele Cennamo

È stato insignito del titolo di cavaliere dell'Ordine al merito della Repubblica italiana dal Presidente della Repubblica Sandro Pertini.

## Biografia
Nato a Mariglianella nel 1935 da Gerardo Cennamo ed Elena Pierri, dopo aver conseguito il Diploma di Maturità Artistica al Liceo SS. Apostoli di Napoli frequenta la Facoltà di Architettura dell'Università Federico II di Napoli, laureandosi nel 1962. Successivamente si specializza in Restauro dei Monumenti. Assistente di Marcello Canino e di Giulio De Luca, Cennamo dal 1975 al ’79 tenne un corso di Illuminotecnica e Acustica, e ottenne nell’80 la cattedra di Tecnologia dell’Architettura. 
Fin dal 1966 è stato componente del Consiglio dell’Ordine degli Architetti, segretario del 1974 al ’78, fino all’84 nel Consiglio Nazionale, vicepresidente dal ’79 all’81. Sono gli anni in cui Michele Cennamo si afferma sul piano internazionale: nel decennio 1975-85 è presidente (e resterà l’unico italiano) del Consiglio Europeo degli Architetti e si occupa, in sede di Commissione Europea, della Direttiva Architetti n.382/85 che avrà grande importanza nella riforma degli studi universitari e nella professione, dettando le regole per l’attività dei professionisti nei paesi europei. In quegli anni Cennamo tiene corsi come Visiting Professor a Parigi, a Dublino, a Düsseldorf, a Londra, esegue progetti per la nuova Opéra nella capitale francese, per la nuova Biblioteca di Copenhagen, il Museo nazionale della Corea, la ricostruzione di alcuni quartieri di Beirut; partecipa con disegni e ipotesi progettuali a rassegne nel Centro Georges Pompidou, alla Biennale di Venezia, al Ministero della Cultura a Cuba. A Napoli ha progettato e realizzato la sede del centro polifunzionale Inail, la nuova sede Telecom a via Poggioreale, e la sede della Facoltà di Giurisprudenza in via Marittima.
Presidente di numerosi concorsi internazionali di architettura (fra cui piazza dei Mulini a Positano, la Cassa di risparmio di Fermo, e il Nuovo Teatro Urbano di Forlì). Michele Cennamo è stato presidente di commissioni per l’abilitazione alla professione, ed autore di un Manuale e una Guida Pratica per l’abilitazione professionale. Nel 2005 all’esame di abilitazione propose ai concorrenti una traccia per un progetto di convivenza e dialogo formato da Sinagoga, Chiesa e Moschea. In quella occasione rammaricò il progressivo allontanamento della professione dalla realtà cultura e politica: «L’architetto deve riappropriarsi del ruolo di interprete e conoscitore della società, prendere coscienza dell’importanza della professione». 
Sua la definizione di "città obliqua", una ristrutturazione della città flegrea mediante un sistema di linee metropolitane e di raccordi su ferro, per la Napoli delle scale, discese, funicolari, scale mobili. Sua anche l'invenzione linguistica di "Agritettura" per la Città Giardino fatta di verde pensile sui tetti, come di Città Anarchica, abitata in case scavate nelle pareti tufacee, e di Città Scaramantica con edifici e abitazioni a forma di corni, quadrifogli, ferri di cavallo. Gli toccò il Primo Premio Internazionale per il suo progetto di "Multipolis", città senza confini collegata telematicamente con altre città lontane.
Cennamo, inoltre, ha regalato alla professione anche nomi noti come Claudio Baglioni ed Edoardo Bennato, e contato fra i suoi allievi il Premio Pritzker Richard Meier.
Nel 2012 riceve la cittadinanza onoraria dal Comune di Mariglianella.

### L'attività politica e la musica
Iscritto al Partito Socialista Italiano, coltiva un particolare interesse per l'attività politica e soprattutto per il partito, svolgendo mansioni correlate soprattutto alla sua professione. Collabora, inoltre, con personalità di spicco della scena politica quali Bettino Craxi, Giulio Di Donato e Francesco De Martino, principali esponenti del partito di quei tempi, oltre che con altri professionisti di quel settore. In aggiunta all'amore per il socialismo, Cennamo coltiva quello per la musica, in particolare per il pianoforte e la fisarmonica, strumento suonato sin dalla tenera età quando si trovava a dover affrontare la difficile situazione economica della famiglia; infatti studia per tutta la sua carriera il rapporto tra musica e architettura, unendoli in un legame che gli permette così di esaltare la sua originalità.

## Progetti
- Museo archeologico dei Campi Flegrei, Napoli, 1963
- Cinema - Teatro a Capodimonte, Napoli, 1964
- Chiostro dell'Archivio di Stato di Napoli, 1964
- Albergo a Sperlonga, Latina, 1964
- Tempio di S. Maria a Castello di Somma Vesuviana, Napoli, 1965
- Cliniche a Capodimonte, Napoli. 1966
- Edificio per abitazioni ai Colli Aminei, Napoli, 1966
- Insediamento turistico a Erchie, Salerno, 1966
- Villino unifamiliare a Paestum, Salerno, 1967
- Villa M. a Massa Lubrense (con M. R. Noja), Napoli, 1967
- Quartiere residenziale Poggio di Capodimonte, Napoli, 1967 - 1970
- Santuario di S. Ciro a Portici, Napoli, 1968
- Villa R. R. a Mariglianella, Napoli, 1968
- Quartiere residenziale Poggio di Vallesana a Marano di Napoli, Napoli, 1969 - 1975
- Complesso turistico - alberghiero a Gizzeria, Catanzaro, 1970
- Insediamenti pubblici nell'area orientale di Napoli, Napoli, 1971
- Villa C. sul Miglio d'oro ad Ercolano (con F. Cennamo), Napoli, 1971
- Uffici e residenze in piazza Cenni per la soc. Eridania di Genova (con F. Cennamo), Napoli, 1972
- Recupero dell'area "rosa" tra via Poggioreale ed il Centro Direzionale di Napoli, Napoli, 1972
- Uffici e residenze su via Poggioreale per la soc. Georgica di Genova (con F. Cennamo), Napoli, 1973
- Isola edificatoria nº5 nel Centro Direzionale di Napoli (con F. Cennamo, G. Fiore, L. Iavarone), Napoli, 1978
- Isola edificatoria nº8 nel Centro Direzionale di Napoli (con F. Cennamo, G. Fiore, L. Iavarone), Napoli, 1979
- Polo chimico e biologico del CNR nella zona orientale di Napoli, Napoli, 1979
- Policlinico dell'Università Federico II di Napoli nell'area ex Cirio a San Giovanni a Teduccio, Napoli, 1981
- Nuova sede del Comando dell'Arma dei Carabinieri di Poggioreale, Napoli, 1981
- Centro polifunzionale INAIL in via Poggioreale (con Architest di G. Lo Cascio ed altri), Napoli, 1982 - 1990
- Piano di recupero di Arpino (Legge nº219) (con R. Boenzi), Napoli, 1983
- Quartiere residenziale C.R. 8 in via Stadera (coordinamento del progetto dello studio Valle), Napoli, 1984 - 1986
- Centro commerciale ed uffici nell'area delimitata dalle vie Giussone, Arenaccia e Don Bosco, Napoli, 1985
- Teatro composito in via Poggioreale (con Architest di G. Lo Cascio ed altri), Napoli, 1985
- Complesso polifunzionale nell'area ex Bevilacqua in via Poggioreale (con F. Cennamo, L. Rivieccio), Napoli, 1985 - 1992
- Centro di Comunicazione sociali in via Galileo Ferraris, Napoli, 1987
- La città obliqua - percorsi meccanizzati e assistiti, Napoli, 1987
- Asse commerciale in via Poggioreale (con Architest di G. Lo Cascio ed altri), Napoli, 1987
- Nuova sede dell'Agenzia Regionale della Telecom Italia in via Poggioreale, Napoli, 1987
- Centro commerciale GS in via Poggioreale, Napoli, 1988
- Uffici per il pubblico dell'Agenzia Regionale della Telecom Italia in via Poggioreale (con C. Cennamo), Napoli, 1989
- Nuova sede del Provveditorato agli Studi della Provincia di Napoli nell'area ex S.A.F.F.A. in via Stadera a Poggioreale, Napoli, 1990
- Alloggi per i dipendenti del Ministero delle comunicazioni in via Monfalcone (con Italposte), Napoli, 1990
- Nuova sede della Napoletana Gas e dell'Italgas di Torino, in via Brin, Napoli, 1991
- Nuova sede degli uffici comunali e della Circoscrizione di Poggioreale (con P. Bartoli, A. Fruttauro, G. Iacone), Napoli, 1992
- Nuova sede della società Telesoft in via G. Ferraris (con soc. Alpina), Napoli, 1992
- Nuova sede della Facoltà di Giurisprudenza dell'Università Federico II di Napoli in via Marina, Napoli, 1993 - 1998
- Recupero del Mausoleo La Conocchia in via Bonomo al Rione Sanità (con Claudia e Gerardo Maria Cennamo), Napoli, 1994
- Monumento provocatorio al Corno scaramantico in Piazza Municipio, Napoli, 1994
- 1° proposta per la nuova sede dell'Università Parthenope di Napoli in via Marittima, Napoli, 1996
- Parcheggio multipiano fuori terra in via Caldieri (con G. M. Cennamo), Napoli, 1999
- Attrezzature di ristoro e tempo libero per la Facoltà di Giurisprudenza dell'Università Federico II di Napoli, Napoli, 1999
- 2° proposta per la nuova sede dell'Università Parthenope di Napoli in via Marittima, Napoli, 2000
- Parcheggio di scambio turistico in via Ponte della Maddalena (con V. Caruso), Napoli, 2000
- Quartiere di edilizia pubblica abitativa a Palma Campania (con G. M. Cennamo), Napoli, 2000

### Scritti di Michele Cennamo
- 1969: L'aspetto sociale dell'edilizia residenziale: Intervento pubblico o iniziativa privata?, in "Costruire", nº54, Roma
- Manca l'intervento pubblico: I costruttori a ruota libera, in Unità Socialista, Napoli
- Il secondo Boom edilizio è ancora in piena ascesa, in Unità Socialista, Napoli
- 1970: Il progetto '80 in "Corpo dieci dibattito", Guida Editori, Napoli
- L'intervento pubblico cede a quello privato, in Unità Socialista, Napoli
- Cannes, situazione della ricerca urbanistica e architettonica, in "Costruire", nº60, Roma
- L'intervento pubblico per la casa - Un problema di natura politica, in Unità Socialista, Napoli
- Gli effetti della legge ponte sull'edilizia residenziale, inUnità Socialista, Napoli
- Pianificazione nazionale e pianificazione regionale, in "Costruire", nº61, Roma
- I problemi che il "Progetto '80" dimentica, in Unità Socialista, Napoli
- Il "Progetto '80" e gli ostacoli alla programmazione regionale, in Unità Socialista, Napoli
- Progetto '80: La politica regionale delle infrastrutture e dei trasporti, in Unità Socialista, Napoli
- La figura dell'Architetto nella società moderna, in Unità Socialista, Napoli
- 1971: Progetto '80 e Mezzogiorno, in Atti del Convegno: Ordini degli Ingegneri del Mezzogiorno, Taranto
- Progetto '80, modello culturale di riferimento, in Atti del XIV Congresso degli Ingegneri del Mezzogiorno, Taranto
- Approccio ad una analisi del problema casa, in "Socialismo 70", n°31, Napoli
- La nuova dimensione dell'Università nel Mezzogiorno, in "Socialismo 70", n°31, Napoli
- L'Università nel Mezzogiorno illusoria isola di cultura, in Unità Socialista, Napoli
- La nuova dimensione dell'Università nel Mezzogiorno, in Unità Socialista, Napoli
- 1972: Quartieri spagnoli di Napoli, in "Costruire", nº68, Roma
- 1973: Materiali per l'analisi dell'Architettura moderna - La prima esposizione italiana di Architettura Razionale (presentazione di G. Minnucci, introduzione di F. La Regina), Fausto Fiorentino Editore, Napoli
- 1975: Il P.R. di Napoli è da tre anni legge dello Stato, in Unità Socialista, Napoli
- 1976: Materiali per l'analisi dell'Architettura moderna - il M.I.A.R. (presentazione di L. Piccinato, introduzione di M. Capobianco), Società Editrice Napoletana, Napoli
- Sincronia tra tecnologia e natura, in "Costruire", nº96, Roma
- Luci, Colori, Suoni: Materiali da costruzione per l'architettura, in "Costruire", nº97, Roma
- Concorso teatro Forlì, in "L'Architetto", nº6, Roma
- Architettura - Città - Territorio, in Unità Socialista, Napoli
- 1977: Elioarchitettura (contributi di N. Franciosa, R. A. Genovese, F. Marino, A. Napoletano, C. Truppi), CNR, Roma
- La qualitè architecturale, exigence sociale, in UNSFA (Unione Nationale des Syndicats francais architectes), Caen
- L'Eclairement dans l'Architecture "Conference 77. Aspects energetique de la fènetre dans l'Architecture Moderne", Batimat, Parigi
- I sistemi di illuminazione artificiale come storia della tecnologia dell'architettura, in "Costruire", nº102 - 103, Roma
- Rapporti internazionali, in "L'Architetto", nº11 - 12, Roma
- La dimensione europea dell'architettura italiana, in "Roma", Napoli
- Professione e Movimento Moderno, in "L'Architetto", Roma
- The central position of the project between artificial intelligence and natural intelligence (con D. Motti) (a cura di Marco Sala), in Florence 2° International Conference for Teachers of Architecture Alinea, Firenze
- 1978: Rapporti internazionali, in "L'Architetto", nº1, Roma
- Architettura delle luminarie, in "Scena territoriale", nº0, Napoli
- Didattica e ricerca architettonica nell'area CEE, in "L'Architetto", nº2, Roma
- Quale il contributo degli architetti nei processi produttivi europei?, in "L'Architetto", nº78, Roma
- Developpement tecnologique et architecture, in "Documents de base, XIII Congres mondial de l'UIA", Città del Messico
- 1979: Energia elettrica e habitat rurale (a cura di V. Gangemi), Istituto di tecnologia dell'Architettura, Università Federico II di Napoli, Napoli
- Tecnologie solari nella costruzione delle città meso - americane, in "Costruire", nº111 - 112, Roma
- Arnaldo Foschini, didattica e gestione dell'architettura in Italia nella prima metà del novecento, in "Atti a cura di Nullo Pirazzoli", Faenza Editrice, Faenza
- Della professionalità europea dell'architetto, in "L'Architetto", nº1, Roma
- 1983: Presentazione in Federico Rossi: "Il modulo urbano", Fiorentino Editore, Napoli
- 1984: Presentazione in Carlo Truppi: "Dall'apertura senza vetri all'infisso facciata", Fiorentino Editore, Napoli
- Alloggi transitori e controllo ambientale, Fiorentino Editore, Napoli
- 1987: Presentazione in Carlo Truppi: "Tecnologie bio - climatiche per il controllo dell'Habitat", Ed. della Libreria, Napoli
- La città obliqua, tecnologia ambiente e mobilità a Napoli (contributi di F. Rossi, C. Truppi, R. Mauro, A. Carneo, B. Cuomo, C. Giussani e P. Cannavale), Fiorentino Editore, Napoli
- 1988: Autarchia e tecnologia nell'architettura razionale italiana, Fiorentino Editore, Napoli
- Innovazione tecnologica e movimento moderno (contributi di G. De Vuono, L. Esposito, C. Giussani, F. Migliaccio, D. Motti, C. Truppi), Fiorentino Editore, Napoli
- 1992: Presentazione in Giuseppe Russo: "Le scale", Fiorentino Editore, Napoli
- 1993: Contributi di idee progettuali alla Provincia di Caserta, in A.A.V.V. Architettura e territorio, Caserta
- 1995: Trasferimento di Tecnologie post - industriali all'architettura e all'edilizia (a cura di Marco Sala), Florence International Conference for Teachers of Architecture Alinea, Firenze
- 1996: A.A.V.V. "Habitat 2" Rivitalizzazione dei Centri storici - Atti preparatori/1; Contributo del Comitato scientifico (con F. Cassano, P. Belfiore, S. Brancaccio, V. Cappiello, R. Carrelli, U. Carughi, M. Conte, G. Conti, B. Discepolo, P. Giordano, B. Gravagnuolo, F. Mangoni, A. Palmieri), Edizioni Graffiti, Napoli
- Progetto di un nuovo architetto per un nuovo progetto di Architettura (con D. Auricchio, F. Baratta, I. Caprio, S. Franchino, M. Frega, C. Giussani, A. M. Lippiello, D. Motti, M. Pisani) in A.A.V.V. "Habitat 2" Rivitalizzazione dei centri storici - Contributi, Edizioni Graffiti, Napoli
- 1998: Rural architecture between artificial intelligence and natural intelligence (con P. Di Palma, A. L. Ricciardelli), in A.A.M. Sayigh: Renewable Energy Pergamon, Oxford
- Presentazione in Annalisa Ricciardelli: "Dettagli costruttivi nell'architettura del Movimento Moderno), Fiorentino Editore
- Presentazione in Annalisa Ricciardelli: "I materiali autarchici nel processo edilizio degli anni '40", Fiorentino Editore, Napoli
- Presentazione in Paolo Di Palma: "Tecnologia e natura", Fiorentino Editore, Napoli
- Presentazione in Paolo Di Palma: "Un'analisi solare in Architettura", Fiorentino Editore, Napoli
- Bagnoli, il luogo dei sogni, in A.A.V.V. Bagnoli e l'area occidentale, Ordine degli architetti della Provincia di Napoli, Napoli
- 2000: Ricordo di Bruno Zevi, maestro di arte e di vita, in "Roma", Napoli
- Studio sul Rapporto fra legislazione urbanistica e sviluppo turistico - Aspetti economici e promozionali, in Conferenza di Programma del turismo nell'Area metropolitana di Napoli, Camera di Commercio di Napoli. IDIMER, Napoli
- La mobilità ecosostenibile nel Casertano in A. Rigillo, G. Trupiano, G. Persico, G. Pignataro, E. Di Meo, G. Rigillo: "La città continua - il sistema urbano da Capua a Maddaloni", Società Editrice, Caserta

| Controllo di autorità | VIAF (EN) 36762666 · ISNI (EN) 0000 0000 5924 4107 · SBN CFIV051203 · LCCN (EN) nr89009470 · BNE (ES) XX1038167 (data) · BNF (FR) cb129124045 (data) |